# El hacha diabólica
El hacha diabólica o Santo contra el hacha diabólica es una película de terror, aventura y ciencia ficción mexicana de 1965, dirigida por José Díaz Morales y protagonizada por El Santo, Lorena Velázquez y Beatriz González.

## Trama
El Santo es perseguido por el encapuchado del hacha sin saber que se trata de una venganza que tiene siglos de historia.
El filme está dividido en tres episodios:
1) El hacha diabólica
2) Terror en el pasado
3) El discípulo de Satanás

## Reparto
- El Santo como Santo (Santo El Enmascarado de Plata)
- Lorena Velázquez como Isabel de Arango
- Fernando Osés como el Encapuchado Negro
- Beatriz González como Alicia
- Mario Sevilla como Abraca / Dr. Zanoni
- Mario Orea como Monje
- Guillermo Hernández como Lobo Negro
- José Álvarez Valdez
- Mario Zebadúa «Colocho» como Reportero
- Martha Lasso Rentería
- Emilio Garibay
- Carlos Suárez
- Margarito Luna
- Víctor Velázquez
- Juan Garza como Segundo Oponente
- Jorge Mateos
- Roy Fletcher como Policía en la Arena